# Guido Bolaffi
Guido Bolaffi (Roma, 31 maggio 1946 – Roma, 13 ottobre 2024) è stato un giornalista, sociologo e funzionario italiano,  direttore del quotidiano WEST.

## Biografia
Laureato con lode in Lettere presso l'Università di Roma La Sapienza nel  1969, conseguì il diploma di specializzazione in Sociologia e Ricerca Sociale nel 1972.
Fu direttore dell'ufficio studi della CGIL nazionale, poi segretario CGIL della Campania. Alla fine degli anni ottanta, dopo un duro conflitto interno con l'ala massimalista, lasciò il sindacato per passare alla pubblica amministrazione.
Dal 1993 al 2001 in veste di capo dipartimento del Ministero per gli Affari Sociali, rappresentò l'Italia nel gruppo dei funzionari nazionali sulla libera circolazione nell'UE presieduto da Simone Veil. Come capo di gabinetto del Ministero per la Solidarietà Sociale presiedette il gruppo interministeriale preposto all'elaborazione della legge Turco-Napolitano (1998) ed i comitato per i minori stranieri non accompagnati.
Nel 2001 fu nominato dal ministro Roberto Maroni capo dipartimento del Ministero delle Politiche Sociali e, ad interim, del Ministero del lavoro e della previdenza sociale.
Ha ricoperto per breve periodo, fra il 2004 ed il 2005, l'incarico di Segretario Generale della sede nazionale di Confartigianato Imprese.
Dal 2009 fu consulente del comitato parlamentare Schengen e dal febbraio 2010 del comitato per l'Islam italiano del Ministero dell'Interno.
Editorialista de La Repubblica (1990/1999), del Corriere della Sera (2000/2001 – 2008/2009), scrisse per Il Sole 24 Ore.
Dal febbraio 2008 diresse WEST, quotidiano on-line in italiano e inglese sulle politiche del welfare.
Per la RAI condusse le trasmissioni radiofoniche Cittadino straniero (settembre/ottobre 2004), Radio3 Mondo (gennaio/febbraio 2005;  febbraio/marzo 2006), Prima pagina (aprile 2006 e 2008).
Collaborò con la trasmissione Articolotre di Rai 3.

## Opere
- La transizione dal feudalesimo al capitalismo, Roma, Savelli, 1973
- Il lavoro e i giovani, (con S. Garavini) Roma, ed. Sindacale 1978
- Agricoltura capitalistica e classi sociali in Italia, Bari, De Donato, 1979
- Il corpo straniero, (con S. Gindro) Napoli Guida, 1986
- Una politica per gli immigrati, Bologna, Il Mulino, 1998
- I confini del patto, Torino, Einaudi, 2001
- Dictionary of race, ethnicity and culture (con R. Bracalenti, S. Gindro and P. Braham), London, sage Publications, 2003
- Il 2005 dell'immigrazione, paper
- Tasse, non quote, Limes, n.4/2007
- Marine Le Pen & co. Populismi e neopopulismi in Europa, con un'intervista esclusiva alla leader del Fronte Nazionale (con G. Terranova), Firenze, GoWare, 2014.
- Immigrazione. Cause, problemi, soluzioni (con G. Terranova), Napoli, Editoriale scientifica, 2019.